# Las aventuras de la China Iron
Las aventuras de la China Iron es una novela de la escritora y periodista argentina Gabriela Cabezón Cámara publicada en 2017 por la editorial Penguin Random House.

## Contexto
La literatura gauchesca es un subgénero propio de la literatura argentina. Su obra más representativa es Martín Fierro, poema de José Hernández. Este poema describe un mundo de hombres en el que su mujer es nombrada como la "china" a la que abandona con sus hijos en la más absoluta pobreza. Así la representación de la mujer, y en particular de la China, es marginal y secundaria en comparación con otros elementos que configuran la vida del gaucho. Su presencia es circunstancial, sin un desarrollo profundo. Martín Fierro es un monólogo narrativo de tipo autobiográfico, en el que la vida del protagonista es el elemento fundamental de la obra. Las aventuras de la China Iron da nombre y protagonismo a la mujer de Martín Fierro.

## Sinopsis
La narradora de la historia es Josephine Star Iron, también conocida como "la China", esposa de Martín Fierro. Su relato comienza cuando queda sola tras la captura de su marido por una partida policial. El nombre de la protagonista le es otorgado por una mujer inglesa que la acoge durante su viaje hacia las tierras patagónicas adquiridas por su esposo. El nombre "Star" proviene de su perro, llamado Estreya, mientras que "Iron" es una referencia a Fierro.
La novela se estructura en tres partes. En la primera, El desierto, narra el viaje hacia el sur de la protagonista acompañada por Elisabeth, una mujer extranjera que no solo le introduce a un mundo desconocido, sino que también se convierte en su amante, y por Rosario, un arriero. En la segunda parte, El fortín, los viajeros llegan a una estancia pampeana donde se lleva a cabo un proyecto de "civilización" que busca transformar a los "gauchos brutos" en "ciudadanos útiles", en línea con la ideología progresista de la época. Sin embargo, esta iniciativa, que recuerda a las políticas educativas de Sarmiento, se contrapone con su conocida postura de exterminio hacia los indígenas. El mentor de este experimento es José Hernández, el autor del poema épico Martín Fierro, en el que se basa la novela. Los tres protagonistas consiguen huir de este entorno. En la tercera parte, Tierra adentro, los personajes llegan a un territorio gobernado por los pueblos indígenas, representado como una utopía donde prevalece la libertad, la vitalidad y la armonía con la naturaleza. En este espacio, se han eliminado las distinciones de género, intelectuales y sociales, así como la propiedad privada y las estructuras familiares cerradas. Aunque se enfatiza la igualdad de derechos entre hombres, mujeres y otras identidades, se insinúa que las mujeres poseen un rol dominante en esta sociedad idealizada.

## Recepción
- The New York Times lo consideró uno de los mejores libros de ficción iberoamericana de 2017.[5]
- El diario El País lo colocó entre los 20 mejores libros latinoamericanos publicados en 2017 en México, Argentina y Colombia.[6]
- Fue finalista del Premio International Booker en 2020.[7]